# هرن، کنت
هرن (به انگلیسی: Herne) یک روستا در بریتانیا است که در Herne and Broomfield واقع شده‌است. هرن ۷٬۳۲۵ نفر جمعیت دارد.